# Triporula plana
Triporula plana är en mossdjursart som först beskrevs av Osburn 1952.  Triporula plana ingår i släktet Triporula och familjen Exechonellidae. Inga underarter finns listade i Catalogue of Life.